# Sleeping Powder
«Sleeping Powder» és una cançó de la banda virtual de rock alternatiu Gorillaz. La cançó i el videoclip es van publicar alhora el 8 de juny de 2017 via YouTube, amb el debut en directe el mateix dia.
Fou la primera cançó enregistrada i llançada després de la publicació de Humanz. A diferència de l'habitual, no incorpora cap col·laboració musical i només Damon Albarn es va encarregar de la composició. Albarn va explicar la decisió indicant que el membre fictici 2D estava poc present en l'àlbum Humanz, i malgrat no ser un problema gràcies a la seva generositat, Albarn va pensar que seria positiu deixar a 2D una cançó per ell sol, i també el corresponent videoclip. Albarn va compondre el tema només tres dies abans del seu debut el 8 de juny, i el videoclip tot just el dia abans.

## Llista de cançons
Descàrrega digital
1. "Sleeping Powder" – 2:46